# أسطورة الطوطم
أسطورة الطوطم هي الرواية رقم 72 من سلسلة ما وراء الطبيعة التي تصدرها المؤسسة العربية الحديثة ضمن روايات مصرية للجيب للكاتب أحمد خالد توفيق. تُعدُّ السلسلة أول سلسلة روايات عربية في أدب الرعب.

## مقتطفات من الكتاب
- يجب أن تساعدنا يا دكتور رفعت .. ثمة شيء يتحرك في المتحف بعد أن يحل الظلام، وهذا الشئ ينتزع الأطراف والأعناق ويثقب العيون ويثنى الأجساد إلى نصفين .. هذا الشيء لا تسجله عدسات الكاميرا ولم يره أحد وظل حيّاً أو عاقلاً. يجب أن تسدى لنا النصح يا دكتور رفعت .. أنت تفهم هذه الأمور، وإن لم تفهمها فأنت تعرفها، وإن لم تعرفها فأنت سمعت عنها .. على الأقل يمكنك أن تلعب دور (الرنجة الحمراء)؛ فيطاردك هذا الشيء في أرجاء الأرض ويتركنا لحالنا؟ [3]
- “هذه هي القاعدة التي وجدتها الولايات المتحدة مفيدة مع الهنود، اقتلهم بلا رحمة، اقتلهم كالدجاج! حاصر من يبقى حيًّا منهم، بعد قليل سوف يستسلمون ويكتفون ببيع التذكارات للسياح، والظهور في الأفلام السينمائية ليرقصوا حول النار وهم يغنون، لن يبقى من الحضارة الهندية سوى بعض الأشياء الطريفة الموحية بالغموض والسحر لأن هذا يثير الخيال الغربي، مثلما لا يجب أن يبقى من الحضارة العربية سوى الأهرام والجمال وبعض لمحات ألف ليلة وليلة..”

## أبطال الرواية
- د. رفعت إسماعيل عبد الحفيظ هي الشخصية الرئيسية في سلسلة ما وراء الطبيعة للكاتب المصري أحمد خالد توفيق. طبيب أعزب في السبعينات من عمره يروي ذكرياته عن سلسلة من الأحداث الخارقة للطبيعة التي تعرض لها في حياته، أو يروي تجارب أخرى عُرضت عليه بسبب الشهرة التي حققها في مجال الخوارق بعد نشر أخبار عن مغامراته في مجلات أمريكية، وحلوله ضيفاً دائماً على برنامج إذاعي مصري يحمل اسم بعد منتصف الليل.

## روابط خارجية
- سلسلة ما وراء الطبيعة.
- آراء القراء حول رواية أسطورة الغرباء على موقع أبجد
- لمعرفة المزيد من التفاصيل والآراء حول الموضوع راجع منتدى شبكة روايات التفاعلية[4]
- الموقع الرسمي للمؤسسة العربية الحديثة
- صفحة د.أحمد خالد توفيق على موقع دار ليلى للنشر.
- مقالات الكاتب بجريدة التحرير.
- مقالات الكاتب بمجلة إضاءات
- مقالات الكاتب بجريدة اليوم الجديد
- قصص مسلسلة للكاتب في موقع بص وطل
- مقالات للكاتب في مجلة الشباب المصرية
- صفحة أحمد خالد توفيق على موقع جود ريدز
- صفحة أحمد خالد توفيق على موقع أبجد